# Bielicowanie

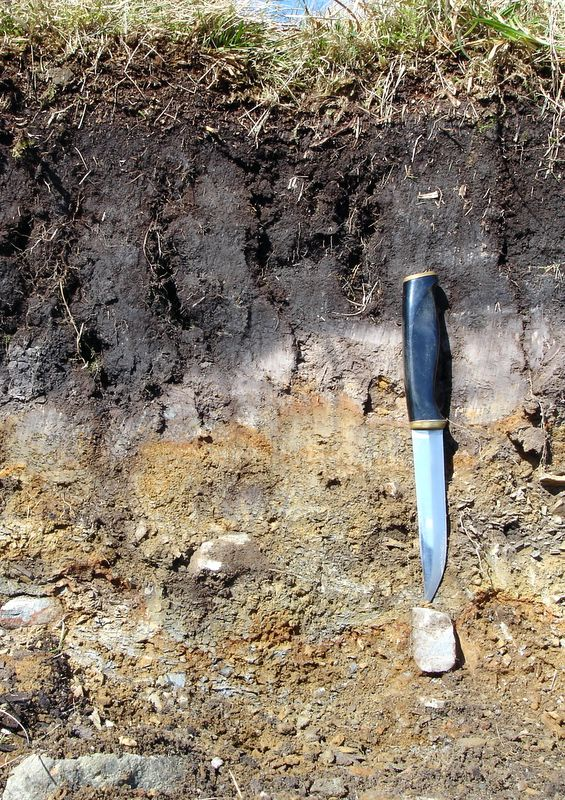
Odsłonięcie profilu glebowego
(ang. Podzol, Walia)

Bielicowanie – proces glebotwórczy charakterystyczny dla mało aktywnych biologicznie, ubogich w składniki pokarmowe gleb piaskowych w borach sosnowych lub świerkowych (rzadziej mieszanych) klimatu wilgotnego, umiarkowanego i chłodnego. Bielicowanie polega na wypłukiwaniu z górnych części gleby (z poziom eluwialnego) niektórych produktów rozkładu minerałów glebowych, głównie tlenków i wodorotlenków glinu i żelaza, krzemionki, fosforu, manganu i in., przemieszczaniu ich w dół i wytrącaniu w środkowej części profilu (w poziomie iluwialnym). W rezultacie w górnych poziomach gleb bielicowych pozostaje biały kwarc (stąd polska nazwa procesu i typu gleby).
Bielicowanie równoznaczne jest z pogarszaniem właściwości fizycznych gleb, wymywaniem składników pokarmowych poza zasięg korzeni roślin oraz przede wszystkim wpływa na wzrost zakwaszenia gleb. (Dwutlenek węgla powstały w wyniku rozkładu ściółki lasów iglastych łącząc się z wodą tworzy kwas węglowy)
W wyniku bielicowania powstają bielice i gleby bielicowe.